# Antti Laaksonen
Antti Akseli Laaksonen (né le 3 octobre 1973 à Tammela en Finlande) est un joueur professionnel finlandais de hockey sur glace qui évoluait au poste ailier gauche,.

## Biographie

### Carrière en club
Formé au FoPS Forssa, il joue deux saisons complètes avec l'équipe en I-divisioona, deuxième échelon finlandais, en plus de jouer brièvement avec le HPK Hämeenlinna en SM-liiga, le championnat élite. En 1993, il part aux États-Unis en jouant pour les Pioneers de l'Université de Denver. Après quatre saisons avec l'équipe universitaire, il est choisi par les Bruins de Boston au repêchage d'entrée dans la LNH 1997 au huitième tour (191e choix).  
Il rejoint l'organisation des Bruins aussitôt repêché et passe la saison 1997-1998 dans les ligues mineures, en jouant pour les Bruins de Providence de la LAH, mais aussi les Checkers de Charlotte de l'ECHL, des équipes affiliées aux Bruins. La saison suivante, il fait ses débuts dans la LNH avec Boston, mais passe tout de même la majorité de la saison ans la LAH avec Providence. Il a remporté la Coupe Calder en 1999 avec les Bruins de Providence.
Ne parvenant pas à se faire une place comme régulier avec les Bruins, il quitte l'équipe en 2000 et signe comme agent libre avec le Wild du Minnesota, équipe nouvellement formée dans la LNH. Il devient un joueur régulier avec le Wild en jouant tous les matchs de la saison.
Après quatre saisons avec le Wild, il signe avec l'Avalanche du Colorado durant l'été 2004, mais un lock-out annule la saison 2004-2005 et il doit attendre jusqu'à la saison suivante pour faire ses débuts avec l'équipe. Après une saison de 34 points, sa production offensive diminue considérablement en 2006-2007 avec seulement 4 points en 41 points, si bien qu'il est envoyé en ligue mineure avec les River Rats d'Albany.
Pour la saison 2007-2008, il signe un contrat en faveur du club suisse du HC Fribourg-Gottéron évoluant en LNA. Il rejoint ensuite le Lukko Rauma dans son pays natal et y joue deux saisons, dont la dernière comme capitaine, avant de se retirer en 2010.

### Carrière internationale
Il représente la Finlande lors des compétitions internationales. Il a remporté la médaille d'argent aux Jeux olympiques d'hiver de 2006, ainsi qu'au championnat du monde en 2001.

## Statistiques

### En club
| Saison     | Équipe                | Ligue        |     | Saison régulière | Saison régulière | Saison régulière | Saison régulière | Saison régulière |   | Séries éliminatoires | Séries éliminatoires | Séries éliminatoires | Séries éliminatoires | Séries éliminatoires |
| Saison     | Équipe                | Ligue        | PJ  | B                | A                | Pts              | Pun              | PJ               | B | A                    | Pts                  | Pun                  |                      |                      |
| 1990-1991  | FoPS Forssa           | I-divisioona | 2   | 0                | 0                | 0                | 0                | -                | - | -                    | -                    | -                    |                      |                      |
| 1991-1992  | FoPS Forssa           | I-divisioona | 41  | 16               | 15               | 31               | 8                | -                | - | -                    | -                    | -                    |                      |                      |
| 1992-1993  | FoPS Forssa           | I-divisioona | 34  | 11               | 19               | 30               | 36               | -                | - | -                    | -                    | -                    |                      |                      |
| 1992-1993  | HPK Hämeenlinna       | SM-liiga     | 2   | 0                | 0                | 0                | 0                | -                | - | -                    | -                    | -                    |                      |                      |
| 1993-1994  | Pioneers de Denver    | NCAA         | 36  | 12               | 9                | 21               | 38               | -                | - | -                    | -                    | -                    |                      |                      |
| 1994-1995  | Pioneers de Denver    | NCAA         | 40  | 17               | 18               | 35               | 42               | -                | - | -                    | -                    | -                    |                      |                      |
| 1995-1996  | Pioneers de Denver    | NCAA         | 38  | 25               | 28               | 53               | 71               | -                | - | -                    | -                    | -                    |                      |                      |
| 1996-1997  | Pioneers de Denver    | NCAA         | 39  | 21               | 17               | 38               | 63               | -                | - | -                    | -                    | -                    |                      |                      |
| 1997-1998  | Checkers de Charlotte | ECHL         | 15  | 4                | 3                | 7                | 12               | 6                | 0 | 3                    | 3                    | 0                    |                      |                      |
| 1997-1998  | Bruins de Providence  | LAH          | 38  | 3                | 2                | 5                | 14               | -                | - | -                    | -                    | -                    |                      |                      |
| 1998-1999  | Bruins de Boston      | LNH          | 11  | 1                | 2                | 3                | 2                | -                | - | -                    | -                    | -                    |                      |                      |
| 1998-1999  | Bruins de Providence  | LAH          | 66  | 25               | 33               | 58               | 52               | 19               | 7 | 2                    | 9                    | 28                   |                      |                      |
| 1999-2000  | Bruins de Providence  | LAH          | 40  | 10               | 12               | 22               | 57               | 14               | 5 | 4                    | 9                    | 4                    |                      |                      |
| 1999-2000  | Bruins de Boston      | LNH          | 27  | 6                | 3                | 9                | 2                | -                | - | -                    | -                    | -                    |                      |                      |
| 2000-2001  | Wild du Minnesota     | LNH          | 82  | 12               | 16               | 28               | 24               | -                | - | -                    | -                    | -                    |                      |                      |
| 2001-2002  | Wild du Minnesota     | LNH          | 82  | 16               | 17               | 33               | 22               | -                | - | -                    | -                    | -                    |                      |                      |
| 2002-2003  | Wild du Minnesota     | LNH          | 82  | 15               | 16               | 31               | 26               | 16               | 1 | 3                    | 4                    | 4                    |                      |                      |
| 2003-2004  | Wild du Minnesota     | LNH          | 77  | 12               | 14               | 26               | 20               | -                | - | -                    | -                    | -                    |                      |                      |
| 2005-2006  | Avalanche du Colorado | LNH          | 81  | 16               | 18               | 34               | 40               | 9                | 0 | 2                    | 2                    | 2                    |                      |                      |
| 2006-2007  | Avalanche du Colorado | LNH          | 41  | 3                | 1                | 4                | 16               | -                | - | -                    | -                    | -                    |                      |                      |
| 2006-2007  | River Rats d'Albany   | LAH          | 24  | 9                | 7                | 16               | 4                | 1                | 0 | 0                    | 0                    | 0                    |                      |                      |
| 2007-2008  | HC Fribourg-Gottéron  | LNA          | 46  | 12               | 13               | 25               | 44               | 6                | 1 | 0                    | 1                    | 14                   |                      |                      |
| 2008-2009  | Lukko Rauma           | SM-liiga     | 51  | 17               | 23               | 40               | 66               | -                | - | -                    | -                    | -                    |                      |                      |
| 2009-2010  | Lukko Rauma           | SM-liiga     | 47  | 9                | 14               | 23               | 46               | 4                | 0 | 1                    | 1                    | 4                    |                      |                      |
| Totaux LNH | Totaux LNH            | Totaux LNH   | 483 | 81               | 87               | 168              | 152              | 25               | 1 | 5                    | 6                    | 6                    |                      |                      |

### En équipe nationale
| Année | Équipe       | Compétition                 |   | PJ | B | A | Pts | Pun               |  | Résultat |
| 1993  | Finlande U20 | Championnat du monde junior | 7 | 2  | 0 | 2 | 2   | 5e place          |  |          |
| 2001  | Finlande     | Championnat du monde        | 9 | 2  | 4 | 6 | 8   | Médaille d'argent |  |          |
| 2004  | Finlande     | Championnat du monde        | 7 | 1  | 2 | 3 | 2   | 6e place          |  |          |
| 2004  | Finlande     | Coupe du monde              | 1 | 0  | 0 | 0 | 0   | Finaliste         |  |          |
| 2006  | Finlande     | Jeux olympiques             | 8 | 0  | 0 | 0 | 6   | Médaille d'argent |  |          |

## Trophées et honneurs personnels
- 1995-1996 : nommé dans la deuxième équipe d'étoiles de la WCHA.
- 1998-1999 : champion de la Coupe Calder avec les Bruins de Providence.